# Harbu Darbu
"Harbu Darbu" (em hebraico: חרבו דרבו) é uma canção de hip hop da dupla musical israelense Ness e Stilla [he]. O título da música refere-se a "fazer chover fogo sobre o adversário", derivado de uma expressão árabe que significa "ataque de guerra" ou "caos". A letra da música apoia os soldados das Forças de Defesa de Israel e condena os autores do ataque do Hamas a Israel, pedindo a morte dos líderes do Hamas, incluindo Ismail Haniyeh e Mohammed Deif (ambos mortos em julho de 2024), bem como das celebridades ocidentais pró-palestinas Bella Hadid, Mia Khalifa e Dua Lipa.
O single foi lançado em 14 de novembro de 2023, pouco mais de um mês após os ataques, e foi apresentado na estação de rádio Galgalatz. A música alcançou o primeiro lugar nas plataformas de streaming em Israel em novembro de 2023. A mídia israelense geralmente a descreveu como uma canção de guerra que visava canalizar a raiva dos israelenses pelo ataque do Hamas. O mundo árabe ficou indignado com o que considerou uma canção bárbara que incitava ao genocídio e, além disso, tentava se apropriar de símbolos árabes.

## Contexto e origem
A dupla musical israelense  Ness e Stilla [he] foi formada em 2023 e teve um single de estreia de sucesso em abril de 2023 com "Tik Katan" ('Bolsa Pequena'). A gravação de "Harbu Darbu" começou um mês após o ataque liderado pelo Hamas a Israel em outubro. Ness (Nessya Levi [he]) e Stilla (Dor Soroker [he]) disseram que escreveram "Harbu Darbu" para elevar o moral do povo israelense, decidindo que era "hora de substituir a tristeza pela raiva".
O nome da música é uma distorção do árabe sírio حرب وضرب (harb wadarb) que significa "caos", "ataque de guerra" ou "espadas e golpes". Em hebraico, a expressão evoluiu através da gíria criminosa e significa "destruir um inimigo" ou "fazer chover fogo sobre o adversário".
Em uma publicação no Instagram, Soroker e Levi escreveram: "Estamos de volta ao estúdio. Este é o resultado. Esta música não é realmente nossa, é sua. Por mais de um mês, todos os lutadores, as lutadoras e as forças de segurança em todo o país têm se dedicado de corpo e alma por todos nós. Esta música é sua e somente sua, e você deve saber disso muito bem – para cada cão chega o seu dia."

## Música e letras
"Harbu Darbu" é uma música trap, típica do hip hop israelense, com uma batida drill minimalista. Os vocalistas Stilla e Ness alternam os versos da música.
Como um hino patriótico, "Harbu Darbu" elogia os soldados das Forças de Defesa de Israel (IDF). O refrão da música é uma lista das unidades das IDF, incluindo a Brigada Golani, a Brigada Nahal, o Corpo Blindado, a Brigada Givati, a Marinha Israelense, a Força Aérea Israelense, o Corpo de Artilharia, a Brigada Paraquedista, a Unidade Duvdevan e os veículos blindados de transporte de pessoal M113 (Bardelas). Em um verso de Ness, ela canta sobre como todas as garotas estão de olho nos soldados e comenta que até mesmo o "cara do noticiário" está começando a parecer bonito, referindo-se ao apresentador de televisão Danny Kushmaro [he]. A música incentiva a escrever os nomes das crianças israelenses que morreram nos arredores de Gaza em bombas. Outro verso diz que o slogan "Palestina Livre" soa como uma liquidação de fim de ano.
“Harbu Darbu” condena os autores do ataque do Hamas a Israel e clama por vingança contra qualquer pessoa que tenha planejado, executado ou apoiado o ataque. Diz ao povo de Gaza para "esperar que [as bombas] chovam sobre vocês como uma dívida", com um verso referindo-se ao Hamas como "filhos de Amaleque", ecoando a declaração do primeiro-ministro Benjamin Netanyahu após o ataque, dizendo que os israelenses estavam "comprometidos em eliminar completamente esse mal (do Hamas) do mundo", acrescentando: "Vocês devem se lembrar do que Amaleque fez a vocês, diz nossa Bíblia Sagrada. E nós nos lembramos." A letra pede que os inimigos sejam "eliminados", usando a frase "o dia de cada cão chegará" em árabe, transmitindo a ideia de que os malfeitores acabarão enfrentando as consequências. A música então cita uma série de inimigos, começando com o secretário-geral do Hezbollah, Hassan Nasrallah, o líder do Hamas, Ismail Haniyeh, e o comandante militar do Hamas, Mohammed Deif. A música continua pedindo a morte das celebridades ocidentais Bella Hadid, Dua Lipa e Mia Khalifa, que expressaram solidariedade ao povo palestino.

## Recepção crítica
Uma resenha de "Harbu Darbu" no The Times of Israel concluiu que a música "resume um sentimento de fúria justificada" após o ataque liderado pelo Hamas no mês anterior, enquanto um artigo no The Jerusalem Post a chamou de "música rap raivosa". O Ynet chamou-a de “peça trap contagiante”, enquanto Dor Meir Moalem, do Mako, escreveu que a música poderia ter um refrão melhor. Um artigo no The Forward chamou "Harbu Darbu" de "grito de guerra belicista". A música foi apresentada na estação de rádio Galgalatz como parte do programa Novo e Interessante, de Ido Porat. A professora de estudos israelenses Shayna Weiss disse que a raiva e a política extrema da música são um afastamento das músicas tristes tradicionalmente tocadas no rádio durante tempos de conflito, com "Harbu Darbu" sendo um "hino sionista de união em torno da bandeira" mais típico da Segunda Intifada. No mundo árabe, a música causou indignação, com a Al Jazeera English e o Middle East Eye afirmando que a música endossava o genocídio. A revista Billboard incluiu "Harbu Darbu" em uma playlist de Chanucá, comparando-a às apresentações de Leonard Cohen para as Forças de Defesa de Israel durante a Guerra do Yom Kippur de 1973.
Mia Khalifa criticou o uso de uma batida de drill na música, escrevendo: "eles nem conseguem pedir genocídio em sua própria cultura, tiveram que colonizar algo para chegar ao primeiro lugar". Stilla respondeu a Khalifa, chamando-a de idiota. Uma declaração dos artistas dizia: "Estamos felizes pela conversa que a música está provocando em todo o mundo, que todos saberão e lembrarão que somos uma nação forte, um exército forte e, o mais importante, que todos recebem o que merecem". Um artigo separado para o Global Village Space opinou que a música tinha uma "natureza bárbara" e que suas críticas àqueles que se manifestavam sobre o tratamento dos palestinos poderiam "criar mais preocupação sobre o impacto de tal conteúdo em plataformas internacionais". O artigo também abordou a apropriação cultural, referindo-se ao título da música em árabe sírio, ao uso repetido da língua árabe e ao uso de trajes nômades árabes no videoclipe.

## Vídeo musical e apresentações
Um vídeo musical para "Harbu Darbu" foi lançado junto com o single em 14 de novembro de 2023. O vídeo, dirigido por Omer Aloni, mostra os dois músicos vestindo "roupas casuais elegantes" em vários locais urbanos e desérticos, incluindo o estacionamento de um armazém e uma boate. Durante o vídeo, caças voam em formação acima deles. Outra fonte (Global Village Space) descreveu as roupas do videoclipe como trajes nômades árabes. Ness e Stilla apresentaram a música para soldados das Forças de Defesa de Israel.

## Paradas
Em dezembro de 2023, "Harbu Darbu" recebeu mais de 13 milhões de visualizações no YouTube e milhões adicionais no Spotify. Vídeos de israelenses da Geração Z dançando e dublando "Harbu Darbu" viralizaram no TikTok.
| País   | Paradas (2023) | Posição de pico |
| ------ | -------------- | --------------- |
| Israel | Media Forest   | 8               |
| Israel | Mako Hit List  | 1               |